# نقار خشب مرقط أوسط
نقار خشب مرقط أوسط (الاسم العلمي: Dendrocopos  medius) (بالإنجليزية: Middle  Spotted  Woodpecker)‏ هو طائر ينتمي إلى نقار الخشب (فصيلة: Picidae).